# Sẻ lưng xanh
Nesocharis là một chi chim trong họ Estrildidae.

## Các loài
- Nesocharis shelleyi
- Nesocharis ansorgei
- Nesocharis capistrata